# Турдиєв Саїдкул Алійович
Саїдкул Алійович Турдиєв (15 липня 1912, Хонобод — 3 жовтня 1943) — народний комісар землеробства Таджицької РСР, Герой Радянського Союзу (1944, посмертно).

## Біографія
Народився 15 липня 1912 року в кишлаку Хавабаті (нині Хатлонського вілояту Таджикистану) в селянській родині. Таджик. Закінчив Ташкентський бавовняний технікум і Таджицьку вищу сільськогосподарську школу. Член ВКП(б) з 1937 року. Був народним комісаром землеробства Таджицької РСР. Обирався депутатом Верховної Ради СРСР 1-го скликання.
У Червоній Армії в 1933–1935 роках і з 1942 року. На фронті у німецько-радянську війну з червня 1943 року. Командир кулеметної роти 342-го стрілецького полку (136-та стрілецька дивізія, 38-ма армія, Воронезький фронт) лейтенант Саїдкул Турдиєв в ніч на 2 жовтня 1943 року в числі перших в батальйоні форсував Дніпро в районі острова Козачого, розташованого на південній околиці Києва. Замінивши вибулого з строю командира батальйону, очолив бій на плацдармі.

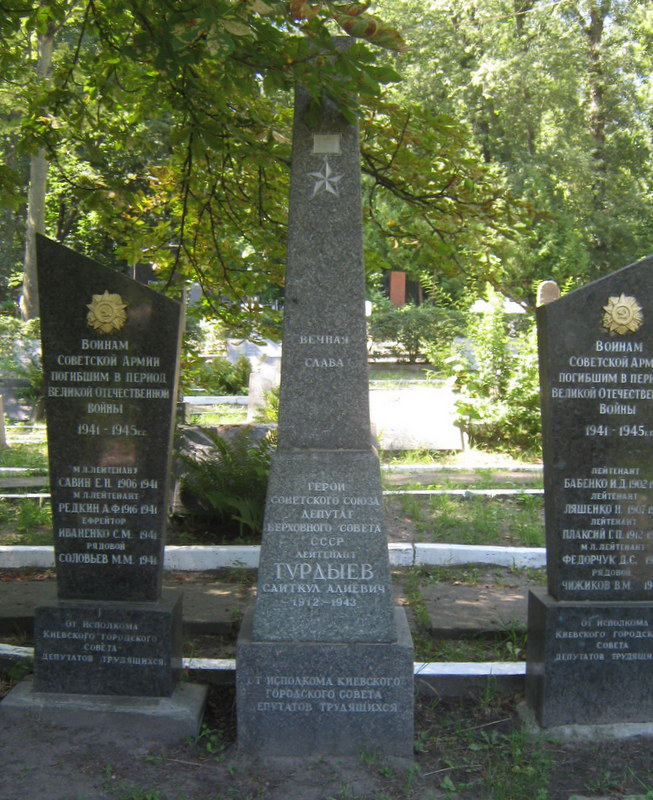
Могила Саїдкула Турдиєва

Загинув у бою 3 жовтня 1943 року. Похований в Києві на Байковому кладовищі (ділянка № 46). Від виконавчого комітету Київської міської ради на могилі встановлено обеліск.

## Нагороди
Указом Президії Верховної Ради СРСР від 10 січня 1944 року за зразкове виконання бойових завдань командування на фронті боротьби з німецько-фашистським загарбниками і проявлені при цьому мужність і героїзм лейтенантові Турдиєву Саїдкулу Алійовичу посмертно присвоєно звання Героя Радянського Союзу.
Нагороджений орденом Леніна, орденом «Знак Пошани».

## Вшанування пам'яті
Іменем Героя в Таджикистані названі вулиці в селищі міського типу Дангарі, місті Душанбе, радгосп в Московському районі Кулябской області, школа № 4. В місті Кулябі встановлено погруддя Героя.